# La Lande-Patry

La Lande-Patry este o comună în departamentul Orne, Franța. În 1 ianuarie 2022 avea o populație de 1.752 de locuitori.